# Hans von Seeckt
Hans von Seeckt, nato Johannes Friedrich Leopold von Seeckt (Schleswig, 22 aprile 1866 – Berlino, 27 dicembre 1936), è stato un generale tedesco.
Durante la Repubblica di Weimar fu capo di stato maggiore della Reichswehr dal 1919 al 1920 e comandante in capo dell'esercito tedesco dal 1920 fino al congedo avvenuto nell'ottobre del 1926, in un periodo nel quale si impegnò nella riorganizzazione dell'esercito appena uscito dalla prima guerra mondiale. Risalgono a questo periodo le più importanti decisioni in materia di dottrina tattica, organizzazione e addestramento militare per l'esercito tedesco e, quando nel 1926 von Seeckt fu collocato a riposo, la Reichswehr possedeva una chiara e standardizzata dottrina operativa, nonché una precisa teoria sul futuro modo di combattere, che influenzò notevolmente le campagne militari della Wehrmacht nel 1939 e 1940; a lui infatti si attribuisce l'inizio di quello che poi sarà il processo di riorganizzazione della classe degli ufficiali della Reichswehr.

## Biografia
Di antica e nobile famiglia, Hans von Seeckt nacque nel 1866 a Schleswig, nello Schleswig-Holstein. Il padre, ufficiale prussiano, terminò il servizio con il grado di generale. A differenza di buona parte dei suoi coetanei destinati ad intraprendere la carriera militare, Hans non frequentò una scuola per cadetti, bensì il ginnasio civile di Strasburgo dove si diplomò nel 1885. In quello stesso anno si arruolò nel Reggimento della Guardia "Kaiser Alexander" dell'esercito prussiano come allievo ufficiale.
Nel 1887 ricevette la nomina di ufficiale, e nel 1893 fu ammesso al corso triennale di Stato Maggiore presso la Kriegsakademie di Berlino. Nel 1897 fu tra i pochi ufficiali selezionati per il corpo dello stato maggiore. Dal 1896 al 1914 le promozioni si susseguirono rapidamente: dopo aver prestato servizio come comandante di battaglione, von Seeckt ottenne numerosi incarichi di stato maggiore. Grazie alla sua istruzione civile, dimostrò una preparazione di gran lunga superiore rispetto a quella dell'ufficiale medio prussiano. Oltre ad esprimersi in maniera fluente in varie lingue e dilettarsi nella lettura di autori inglesi, da John Galsworthy a George Bernard Shaw, era avvantaggiato dal fatto di avere viaggiato molto: nell'anteguerra aveva visitato l'Egitto, l'India e pressoché l'intero continente europeo.

## La prima guerra mondiale
Allo scoppio della prima guerra mondiale von Seeckt rivestiva l'incarico di capo di stato maggiore del III Corpo d'armata della 1ª Armata di Alexander von Kluck, allora impegnato nell'ala destra della grande avanzata tedesca in Belgio e Francia; nella prima fase del conflitto von Seeckt si guadagnò la fama di eccellente ufficiale. Un ufficiale di stato maggiore che prestò servizio assieme a lui tra l'agosto e il settembre 1914 lo descrisse come un uomo capace di «irradiare calma» e di «mantenere costantemente il controllo» in battaglia.
Sul finire del 1914 von Seeckt organizzò un'offensiva limitata al suo corpo d'armata per la riconquista di una posizione difensiva francese sull'Aisne. Dopo aver potenziato l'artiglieria, progettò un massiccio attacco a sorpresa preceduto da un poderoso tiro di preparazione; il piano funzionò e la posizione cadde rapidamente in mano tedesca assieme a 2 000 prigionieri francesi.
Nel gennaio 1915 il contrattacco tedesco organizzato da von Seeckt in risposta ad un'avanzata francese nei pressi di Soissons riuscì a ricacciare i nemici fino alle posizioni di partenza, consentendo inoltre la cattura di 5 200 prigionieri e 35 pezzi d'artiglieria; questa battaglia confermò la reputazione di von Seeckt all'interno dell'esercito, accrescendo la sua fama tra i colleghi dello stato maggiore.
Il bersaglio del III Corpo era l'altopiano di Vregny, un'altura che permetteva ai francesi di dominare buona parte del terreno dietro le trincee nemiche. Con un bombardamento sistematico, von Seeckt lanciò la sua offensiva il 13 gennaio 1915 mentre ancora stava completando l'organizzazione dell'altra metà dell'attacco.
Verso mezzogiorno il bombardamento terminò e la fanteria iniziò l'attacco; i genieri armati di bombe a mano e pinze guidarono l'azione aprendo un passaggio attraverso il filo spinato. Le tre linee francesi cedettero con facilità, con molti soldati che lasciarono cadere semplicemente le armi a terra frastornati dal bombardamento, ma il grosso dell'impegno tedesco si rivolse contro il dedalo di trincee di comunicazione. A prezzo di gravi perdite i tedeschi riuscirono comunque a sgomberare l'obiettivo entro sera e un distaccamento riuscì addirittura a superare l'altipiano e entrare all'estremità nord della città di Soissons, e il giorno successivo respinsero le ultime unità francesi oltre l'Aisne.
La manovra offensiva pianificata da von Seeckt aveva funzionato, ma il risultato non soddisfece il generale, che al contrario si rese conto di come i difensori avessero tratto un notevole vantaggio dall'abbondanza di linee ferroviarie, che avevano permesso loro di far affluire rinforzi molto più velocemente di quanto era stato possibile agli attaccanti. Questa considerazione spinse von Seeckt a riflettere sulla necessità di modificare le procedure operative della fanteria tedesca.
Nel marzo dello stesso anno von Seeckt fu nominato capo di stato maggiore dell'11ª Armata, che si stava organizzando sul fronte orientale al comando del generale August von Mackensen. Von Seeckt fu l'ideatore dell'azione compiuta dall'11ª Armata contro i russi a Gorlice, in Galizia, che si risolse nella più grande vittoria tedesca della guerra. Lungo un fronte di 40 chilometri presidiato da sei divisioni russe, i tedeschi concentrarono in gran segreto quattordici divisioni e 1.500 pezzi d'artiglieria; dopo un breve ma intenso cannoneggiamento, il 2 maggio 1915 l'11ª Armata aprì una breccia nella linea russa. Anziché piegare di lato e avvolgere sui fianchi i russi, l'armata continuò ad avanzare in profondità nelle retrovie nemiche. In dodici giorni le truppe attaccanti si spinsero avanti di quasi 130 chilometri, sfondando la nuova linea difensiva sul fiume San. Non più tardi del 22 giugno la Russia aveva perduto l'intera Galizia e 400.000 uomini finiti in gran parte prigionieri; la vittoriosa avanzata tedesca permise a von Seeckt di essere promosso maggior generale. Fu qui che Seeckt inaugurò un metodo di attacco che conteneva il germe della moderna tattica di infiltrazione, spingendo le riserve contro i punti di minor resistenza e facendole penetrare quanto più profondamente possibile, in luogo del metodo precedentemente usato di cercare di avanzare uniformemente, impiegando le riserve per eliminare le sacche di resistenza più forti..
Seeckt non solo si distinse, ma si fece un nome lavorando al cospetto del famoso generale di cavalleria von Mackensen, tanto che si diffuse un detto tra l'esercito, che diceva: «Dove c'è Mackensen, c'è Seeckt; dove c'è Seeckt, c'è la vittoria». Egli continuò ad avere una parte importante nella campagna orientale, ma ebbe la sfortuna di non far parte della congrega Hindenburg-Ludendorff e di non riscuotere le simpatie. Questo duo ebbe il totale controllo dell'esercito dal 1916 fino alla fine della guerra, e se da una parte non permise a Seeckt di far parte del "cervello" dell'esercito durante la guerra, dall'altra gli salvò la reputazione tenendolo fuori dalle corresponsabilità per il collasso finale a occidente.

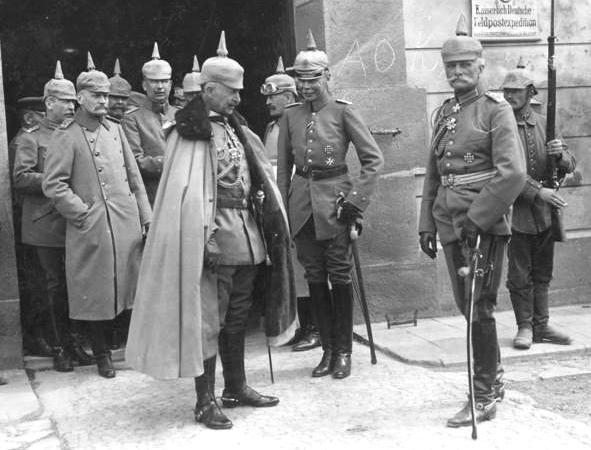
Fronte orientale. Il Kaiser Guglielmo II, con al centro von Seeckt neo capo di stato maggiore dell'11ª Armata e a destra il suo comandante August von Mackensen.

Nell'autunno dello stesso anno con l'entrata in guerra della Bulgaria a fianco degli Imperi centrali, l'11ª Armata venne spostata a rinforzo della 3ª Armata austro-ungarica e delle due armate bulgare in Serbia; il comando del gruppo d'armate fu affidato a von Mackensen, mentre von Seeckt assunse l'incarico di capo di stato maggiore. Il 6 ottobre 1915 seguendo un piano elaborato da von Seeckt, le armate austro-tedesco-bulgare attaccarono la Serbia, costringendo i serbi a ripiegare in Albania lasciando al nemico gran parte del loro equipaggiamento.
Ancora nel 1916 von Seeckt fu impegnato in Russia durante l'offensiva Brusilov che nell'estate del 1916 aveva frantumato il fronte austriaco; anche in questo caso il comando del gruppo d'armate austro-tedesco impegnato nella controffensiva fu affidato a von Mackensen e il suo stato maggiore nuovamente a von Seeckt. Nel mese di giugno, con l'intero fronte austriaco in ritirata, von Seeckt assunse il comando della 7ª Armata austro-ungarica, cui spettò il compito di ritardare la progressione dei russi. Nel mese successivo von Seeckt diventò capo di stato maggiore del gruppo d'armate posto sotto il comando nominale dell'arciduca austriaco Giuseppe.
Von Seeckt si trovò a combattere una battaglia difensiva, ritirandosi lentamente e cercando di tamponare le falle della linea del fronte. Ad ottobre la manovra difensiva ebbe la sua conclusione dando i suoi frutti, gli eserciti russo e rumeno erano ormai logorati e in balia delle truppe austro-tedesche di von Mackensen e Giuseppe che contrattaccarono e non più tardi del 6 dicembre Bucarest capitolò e i rumeni uscirono dal conflitto.

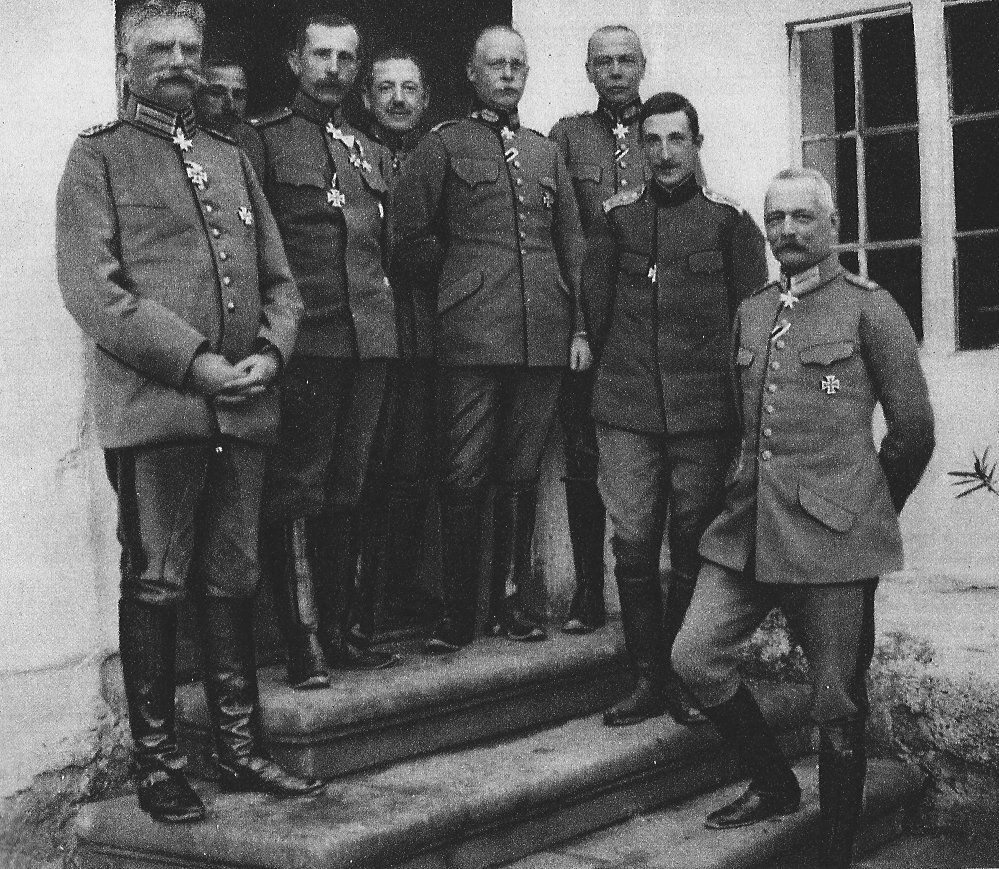
Il quartier generale delle forze degli Imperi centrali in Serbia il 16 novembre 1915. Da destra Falkenhayn, il principe Boris di Bulgaria, von Seeckt, Tappen, Gantscheff, Schekoff e von Mackensen.

Tra il 1915 e il 1917 von Seeckt, ancora capo di stato maggiore dell'arciduca Giuseppe d'Asburgo-Lorena, dimostrò di possedere eccellenti capacità strategiche e politiche e di saper collaborare validamente con austriaci e bulgari. Nel 1915 dimostrò un'acuta percezione politica avvertendo l'alto comando tedesco, che, una volta battuti i loro tradizionali nemici serbi e occupato i loro territori, i bulgari avrebbero considerato raggiunti gli obiettivi che li avevano spinti ad entrare in guerra, e l'unica ragione pratica che l'esercito bulgaro aveva di restare in linea sarebbe stata quella di impiegarlo sul fronte di Salonicco per tenere in scacco le forze alleate sbarcate in aiuto dei serbi.
(Arciduca Giuseppe d'Asburgo-Lorena)
Queste le parole con cui nel 1917 l'arciduca Giuseppe definì von Seeckt, e probabilmente per questo rafforzamento della sua fama di tattico, nel dicembre nel 1917 von Seeckt fu trasferito per decisione dello stesso Erich Ludendorff sul fronte turco in qualità di Capo di Stato Maggiore dell'armata ottomana.
Nonostante la destinazione in questo fronte periferico, von Seeckt riuscì perfettamente ad adattarsi al nuovo incarico, sfruttando le sue doti politiche e strategiche per sviluppare un'attività collaborativa con i generali turchi ed in particolare con il ministro Enver Pasha. Numerosi generali consideravano von Seeckt uomo dotato di capacità destinate ad un fronte più importante quale quello occidentale, tuttavia il trasferimento di von Seeckt in Turchia contribuì a consolidare la fama meritatamente acquisita con le sue vittorie ottenute dal 1914 al 1917 e permisero al generale di non essere associato agli insuccessi ed al definitivo crollo delle forze tedesche sul fronte occidentale nell'ultimo anno di guerra.

## Il dopoguerra
Dopo l'armistizio von Seeckt fu il candidato più ovvio per l'incarico di capo di stato maggiore, ma nel corso degli sconvolgimenti dell'immediato dopoguerra fu tuttavia destinato a Königsberg, dove nel gennaio 1919 assunse il comando del "Grenzschutz Nord", uno speciale comando istituito per far fronte alle emergenze del dopoguerra, dove von Seeckt fu impegnato nel far rientrare le armate tedesche dalla Russia, nel portare a termine la campagna antibolscevica nei Paesi Baltici e nel difendere i confini orientali da russi e polacchi.
Da aprile a giugno von Seeckt rappresentò lo stato maggiore tedesco alla conferenza di pace di Parigi, dove tentò senza successo di convincere gli Alleati a limitare le loro richieste di disarmo della Germania.
Dopo che i tedeschi accettarono nel mese di giugno 1919 le clausole del trattato di Versailles, von Seeckt fu nominato presidente del Comitato per l'organizzazione dell'esercito in tempi di pace, incaricato di riordinare l'esercito tedesco in base alle disposizioni stabilite dal trattato stesso.
Egli aveva a sua guida l'esempio di come Gerhard von Scharnhorst era riuscito a rendere inoperante il disarmo dell'esercito prussiano imposto dalla Francia dopo il 1806, costruendo un esercito ben camuffato il quale, sette anni dopo, avrebbe capovolto le sorti della contesa ai danni di Napoleone. Ma sotto certi aspetti Seeckt e i suoi discepoli, pure in condizioni più difficili, perfezionarono l'opera di Scharnhorst.

### La politica di von Seeckt
Al momento della sua costituzione, la Reichswehr si trovò di fronte ad una situazione strategica disperata. Oltre a dover fronteggiare la minaccia di una guerra civile, la Germania era minacciata dalle forze Alleate che, schierate sul Reno, avrebbero invaso i suoi territori qualora non avesse sottoscritto il trattato di Versailles.
Dopo l'accettazione del trattato, le potenze anglosassoni non rappresentarono più un problema per la Germania, gli statunitensi si ritirarono firmando una pace separata, mentre i britannici, impegnati con problemi interni all'impero, lasciarono sul territorio tedesco solo una forza d'occupazione simbolica. La vera minaccia era rappresentata dalla Francia, dal Belgio dalla Cecoslovacchia e dalla Polonia, e nonostante alcuni generali considerassero un nemico anche la Russia bolscevica, von Seeckt superò questo problema già dal 1919. A partire da quell'anno lo Chef der Heeresleitung (comandante in capo) cominciò un lavoro di riavvicinamento con i sovietici, e dopo aver ritirato le truppe dai paesi del Baltico, dove erano impegnate per contrastare le truppe bolsceviche, avviò dei sondaggi diplomatici. La Germania e la Russia erano entrambe minacciate dagli Alleati e dalla Polonia e nel 1919 si trovarono in una condizione simile di isolamento.
Il fatto di dover affrontare gli stessi nemici e le stesse problematiche fornì una base per un'intesa militare e politica.

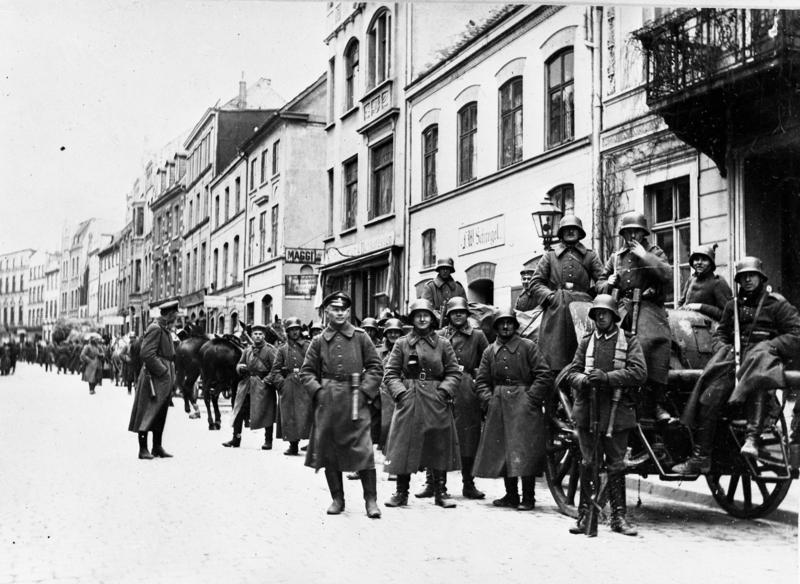
Freikorps durante il Putsch di Kapp.

Hans von Seeckt manifestò in molte occasioni la volontà di procedere in futuro all'annientamento della Polonia, e concentrò la sua pianificazione militare nell'eventualità di un conflitto contro la stessa.
(Hans von Seeckt, Deutschland Stellung zum russischen Problem)
Questo riavvicinamento venne formalizzato con il trattato di Rapallo nel 1922, e, su pressione della Reichswehr, fu avviato un programma di collaborazione militare segreta fra le rispettive forze armate, derivante anche dall'ostilità comune nei confronti della Polonia.
Gran parte della carriera di comandante in capo dell'esercito di von Seeckt fu tormentata dalla mancanza di disciplina dei Freikorps. Durante il Putsch di Kapp del 1920 e il Putsch di Hitler del 1923, alcuni elementi dei Freikorps tentarono di rovesciare il governo. Nel 1919 sempre a causa di questi corpi paramilitari, mancò poco che i reparti della Reichswehr si sparassero tra loro; nel 1920 e nel 1923 provocarono episodi di ammutinamento nell'esercito.
Hans von Seeckt era cosciente che lo scopo delle insurrezioni era quello di rovesciare il governo che aveva accettato le condizioni del trattato e di cominciare una guerra contro la Francia, ma ciò - secondo lui - avrebbe portato alla distruzione delle esigue forze tedesche e ad una completa occupazione francese del territorio tedesco. Von Seeckt appoggiò quindi la politica della Repubblica di Weimar nell'assecondare le richieste Alleate, accettando i compromessi piuttosto che essere trascinato in un nuovo conflitto.
Hans von Seeckt fu fortemente contrario al patto di Locarno, che metteva in sicurezza la Francia da qualunque tipo di aggressione e smilitarizzava la sponda destra del Reno, così come all'adesione della Germania alla Società delle Nazioni perché credeva potesse compromettere l'alleanza con l'Unione Sovietica che al contrario non aveva aderito all'organizzazione. In particolare, il dissenso di von Seeckt si spiegava con l'impegno preso dalle nazioni firmatarie di risolvere i conflitti senza l'uso delle armi, il che avrebbe smorzato fortemente i suoi piani per una futura guerra contro la Polonia.

### L'alleanza militare con l'Unione Sovietica

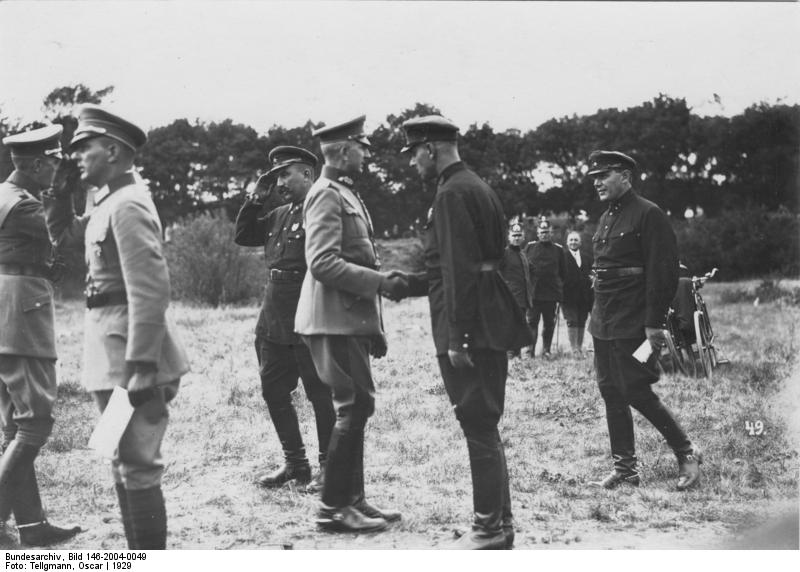
Ufficiali di una delegazione sovietica giunti in sull'Elba vicino a Magdeburgo per assistere a esercitazioni tedesche, accolti dai parigrado della Reichswehr.

All'insaputa del governo Hans von Seeckt cercò quindi di istituire un'alleanza militare con la Russia contro la Polonia; questa mossa fu il più grandioso piano atto a trasferire lo sviluppo e la costruzione degli armamenti fuori dalla Germania, progetto che durò dal 1921 al 1933. Nell'ottobre 1919 von Seeckt per mezzo dell'amico Enver Pasha, tastò il terreno nell'allora ostile Russia inviando Enver in missione segreta a Mosca per intavolare le trattative con Lev Trockij (all'epoca comandante dell'Armata Rossa), il quale accolse favorevolmente l'opportunità di un'alleanza militare in vista di una futura spartizione della Polonia.
Nell'estate del 1920, Enver Pasha inviò a Seeckt una lettera da Mosca nella quale veniva chiesta una fornitura di armi alla Russia dietro la promessa di Trotsky di spartire lo stato polacco con la Germania. Nel 1920-21 von Seeckt istituì all'interno della Sezione dei Servizi Informazioni del Truppenamt ("Ufficio truppe") il Sondergruppe R (Gruppo Speciale R), finalizzato ad avviare negoziati con i russi per la produzione congiunta di armi ed a costruire centri di addestramento per aerei e carri armati in Russia. Il colonnello Hermann von der Lieth-Thomsen, ex-capo di stato maggiore dell'aviazione, fu nominato rappresentante dello stato maggiore presso il governo sovietico a Mosca.
Per mantenere segreta questa alleanza alla Commissione militare interalleata di controllo, i pochi prototipi di carri armati e aeroplani prodotti in Germania venivano trasportati in Russia con notevole sforzo finanziario verso il centro russo-tedesco di Kazan'. Carri armati, gas tossici e aeroplani venivano sperimentati in territorio sovietico, gli altri veicoli, le artiglierie, le armi leggere, il materiale del genio e le radio venivano collaudati nelle aree addestrative dell'esercito e nei poligoni tedeschi; per far sì che la produzione bellica portasse a risultati di primissimo piano, von Seeckt contribuì ad accentuare la concorrenza tra i produttori avvalendosi di appaltatori civili esterni e dispose la partecipazione del personale responsabile a seminari sulla tecnologia delle armi più moderne da svolgersi ogni due mesi.
L'alleanza con l'Unione Sovietica si dimostrò provvidenziale per la Reichswehr per la produzione e il perfezionamento degli agenti chimici, che potevano essere collaudati solo nei territori della Russia data la stretta sorveglianza della Commissione interalleata sia sulla principale ditta produttrice, la IG Farben, sia sulle fabbriche situate nei territori smilitarizzati della Renania. Grazie a questo programma di sperimentazione, la Germania si assicurò un enorme vantaggio sugli Alleati all'atto dell'entrata nel secondo conflitto mondiale, anche se di fatto i gas tossici non furono utilizzati.

## La riorganizzazione della Reichswehr

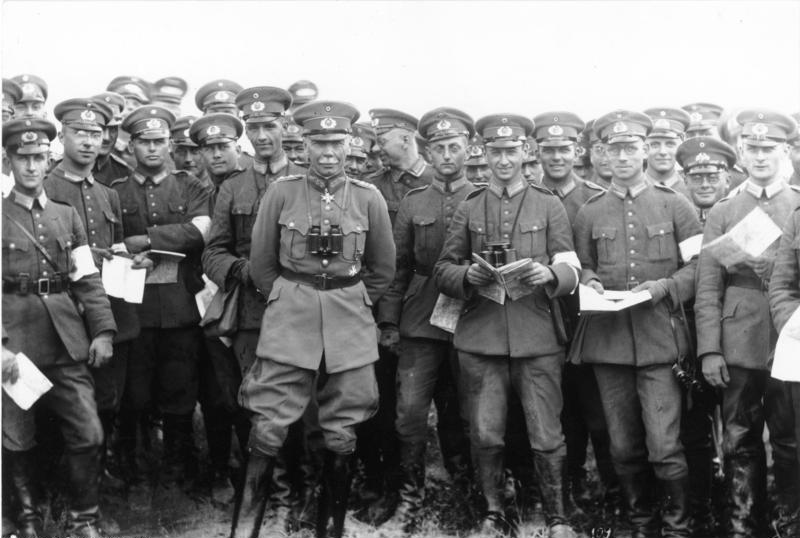
Hans von Seeckt circondato da ufficiali durante le manovre del 1925 in Turingia.

Nel novembre 1919, in ottemperanza alle direttive delle Potenze Alleate, von Seeckt sciolse ufficialmente lo stato maggiore, assumendo la guida dell'organismo che lo sostituì, il Truppenamt. Nelle vesti di capo, avviò un programma atto a rielaborare e riscrivere l'intera dottrina militare tedesca, basandosi sull'esperienza della prima guerra mondiale e sul pensiero da lui stesso elaborato.
Nel marzo 1920, a causa della partecipazione al fallito Putsch di Kapp fu sollevato dal suo incarico di comandante in capo dell'esercito il generale Walther Reinhardt - il più temibile rivale di von Seeckt a livello tattico e organizzativo - e sostituito proprio da von Seeckt. Da questa posizione il nuovo Chef der Heeresleitung (comandante in capo) era tenuto a rispondere del proprio operato solo al ministro della Difesa e al presidente del Reich. Anche per questo, fino al suo congedo avvenuto nel 1926, il generale von Seeckt poté conferire all'esercito una nuova organizzazione e un nuovo sistema di addestramento.
Von Seeckt affondava le proprie radici nella tradizione militare di von Moltke e von Schlieffen, secondo i quali le guerre si vincevano con l'annientamento dell'esercito avversario, e "offensiva" e "manovra" costituivano il maggior presupposto per il conseguimento della vittoria. Pur accogliendo questi principi, non condivise i punti che riguardavano la concezione di "esercito di massa" e della "superiorità numerica", anche in base alle esperienze maturate sul fronte orientale, dove le truppe tedesche riuscirono a sconfiggere le preponderanti forze nemiche grazie al loro addestramento, all'equipaggiamento superiore e alla guida di brillanti ufficiali.

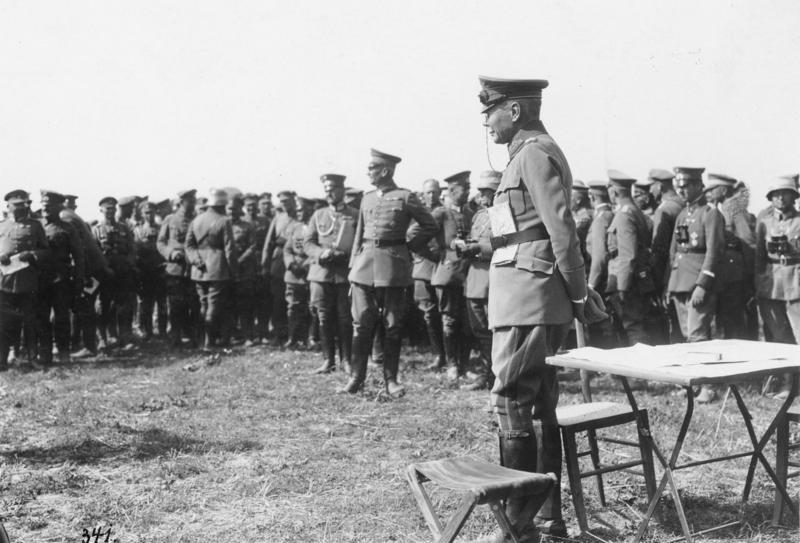
Hans von Seeckt durante le manovre della 5ª e 7ª divisione nel Baden-Württemberg, 1926.

Hans von Seeckt si discostò quindi fin dall'inizio dai vecchi principi militari tedeschi invocando la creazione di un piccolo esercito professionale d'élite, particolarmente addestrato a condurre una guerra di movimento, basato sull'arruolamento volontario anziché sulla coscrizione. Von Seeckt propose un esercito di 24 divisioni, con un minimo di 200 000 uomini: la durata dell'arruolamento volontario sarebbe stato inizialmente di due anni, le condizioni di paga, vitto e alloggio avrebbero assicurato ogni anno un elevato numero di reclute, e l'esercito avrebbe dovuto disporre dei migliori armamenti e attrezzature didattiche.
A fianco dell'esercito sarebbe stata costituita una milizia nazionale formata da cittadini maschi di 18 anni di età, fisicamente abili, da sottoporre obbligatoriamente ad un periodo di addestramento di tre mesi a cui dovevano aggiungersi, per altri due anni, successivi periodi di durata inferiore. Tale forza non sarebbe stata impegnata in tempo di guerra, se non in situazioni di emergenza.
(Hans von Seeckt)
(Hans von Seeckt)
L'apparato militare di von Seeckt sarebbe stato in grado di sferrare un'offensiva in tempi brevi, e in concomitanza all'attacco la milizia territoriale sarebbe stata chiamata a difendere i confini nazionali, oltre a costituire una riserva pronta a fornire eventuali rimpiazzi per alimentare l'offensiva dell'esercito regolare. A suo giudizio l'Aeronautica militare avrebbe costituito un'importante arma tattica adatta in missioni di appoggio alle offensive terrestri, in quanto prontamente utilizzabile e utilissima nell'attacco alle vie di comunicazione dietro le linee, ai concentramenti di truppe, e alle basi aeree nemiche, che sarebbero state il primo vero obiettivo dell'offensiva aerea.
Anche la motorizzazione dell'intero esercito rientrava nei progetti a lungo termine di von Seeckt. Il provvedimento prioritario in questa direzione fu l'assegnazione di automezzi alla cavalleria - arma che in base all'esperienza del generale sul fronte orientale, venne considerata utile nella guerra di movimento - per il trasporto delle sue armi di accompagnamento.

### Führerheer

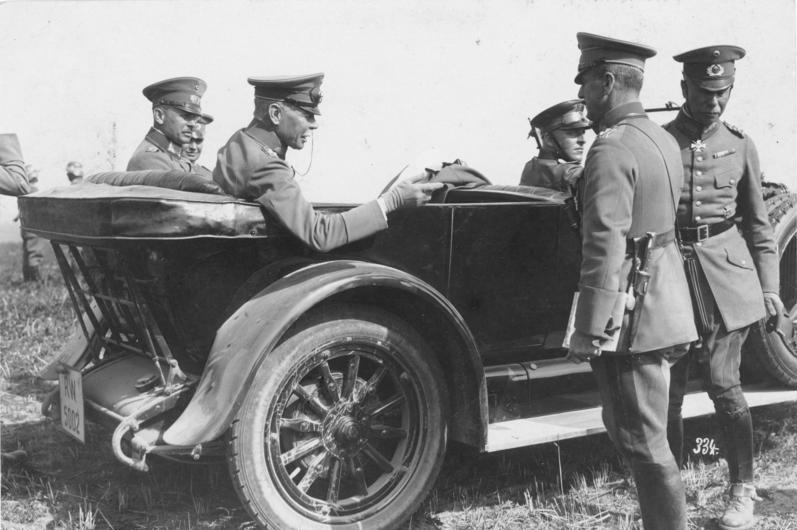
Hans von Seeckt seduto in auto in primo piano a colloquio con un ufficiale durante le manovre della 5ª e 7ª Divisione di fanteria nel sud della Germania, 1926.

Hans von Seeckt riteneva che uno dei maggiori vantaggi di un piccolo esercito professionale risiedesse nella superiore capacità di comando. Tale esercito doveva coltivare la leadership a tutti i livelli, particolarmente a quello di stato maggiore, e promuovere altresì l'istruzione tecnica sia tra i sottufficiali che nel corpo ufficiali. Nel 1919 von Seeckt approfittò del periodo di riorganizzazione dell'esercito per imporre al corpo ufficiali la frequenza di corsi civili finalizzati all'apprendimento di materie tecniche, che gli avrebbero consentito di impiegare correttamente le armi moderne.
La volontà di un esercito di professionisti si scontrò però con il trattato di Versailles, che concedeva alla Germania una forza non superiore alle 100 000 unità, assai più esigua di quella contemplata da von Seeckt (2/300 000 uomini affiancati alla milizia), che obbligò il capo di stato maggiore a limitare le proprie aspirazioni. L'esercito fu quindi organizzato in modo tale da diventare una forza d'urto d'élite ed essere in grado di svilupparsi in un organismo altamente qualificato, assumendo la connotazione di Führerheer ("Esercito di comandanti") in cui ogni ufficiale, sottufficiale e soldato sarebbe stato in grado in caso di necessità di assolvere almeno all'incarico del grado immediatamente superiore e assumersi le responsabilità di comando - capacità fondamentale per essere confermati in servizio nella nuova Reichswehr.
Furono quindi adottate diverse misure, dall'aumento della paga, al miglioramento delle condizioni di vita in caserma, all'avviamento all'attività commerciale per assicurare l'inserimento del soldato nella vita civile. Queste nuove misure diedero i loro frutti, facendo diventare in breve tempo la Reichswehr un vero e proprio esercito di professionisti dall'alto livello di istruzione. Inoltre per allenare le capacità di comando di tutti i componenti dell'esercito, nelle esercitazioni von Seeckt impose a turno a ciascun sottufficiale di assumere il comando del plotone, come accadeva anche per i soldati semplici che avevano la possibilità di operare a rotazione le vesti di comandante di squadra. Così facendo le capacità decisionali e di comando dell'esercito erano migliorate fin dalla base.
L'efficienza raggiunta dall'esercito tedesco riuscì a produrre ufficiali e sottufficiali talmente preparati da ricevere l'ammirazione degli osservatori Alleati:
Queste le parole con cui uno studio dello stato maggiore britannico segnalava lo stato di preparazione degli ufficiali della Reichswehr appena due anni dopo il congedo dello stesso von Seeckt; colui che tanto aveva spinto in questa direzione. Fin dal 1919 von Seeckt introdusse degli esami culturali e di conoscenza militare obbligatori per tutti gli ufficiali dell'esercito ed esami specifici per ogni allievo ufficiale e sottufficiale riguardanti la rispettiva arma. Su ordine di von Seeckt venne poi potenziata la preparazione culturale dello stato maggiore, con lezioni di politica, affari esteri ed economia presso l'Università di Berlino. Von Seeckt creò così un corpo ufficiali d'élite, in grado di impiegare procedimenti tattici d'avanguardia, cooperare con le diverse armi e guidare truppe dotate degli armamenti più moderni nelle condizioni più difficili.

### Il riordinamento dello stato maggiore
(Hans von Seeckt)
Queste furono le parole di von Seeckt quando sciolse ufficialmente lo stato maggiore. Le sezioni del vecchio stato maggiore furono semplicemente trasferite in altri dipartimenti governativi, mentre il suo nucleo centrale fu mantenuto nelle quattro suddivisioni del Truppenamt, che consisteva in una sessantina di ufficiali: la T-1 Sezione dell'esercito (di fatto la Sezione operazioni e piani), la T-2 Sezione ordinamento, la T-3 Sezione statistica e la T-4 Sezione addestramento.
Inoltre il Truppenamt avrebbe continuato, come il vecchio Stato Maggiore, ad essere considerato un ramo separato dell'esercito, conservandone lo stesso prestigio.
Oltre all'Ufficio del personale e l'Ufficio amministrazione – che si occupavano del bilancio, dei pagamenti e degli approvvigionamenti – il quartier generale del nuovo Alto comando dell'esercito (Heeresleitung) voluto da von Seeckt sarebbe stato affiancato da due organismi delle stesse dimensioni del Truppenamt: l'Ufficio armamenti e il nucleo "Ispettorati", ossia un insieme di ispettorati d'arma adibiti all'istruzione, all'addestramento e all'approvvigionamento dell'arma di loro competenza.

### Von Seeckt e lo sviluppo dell'esercito

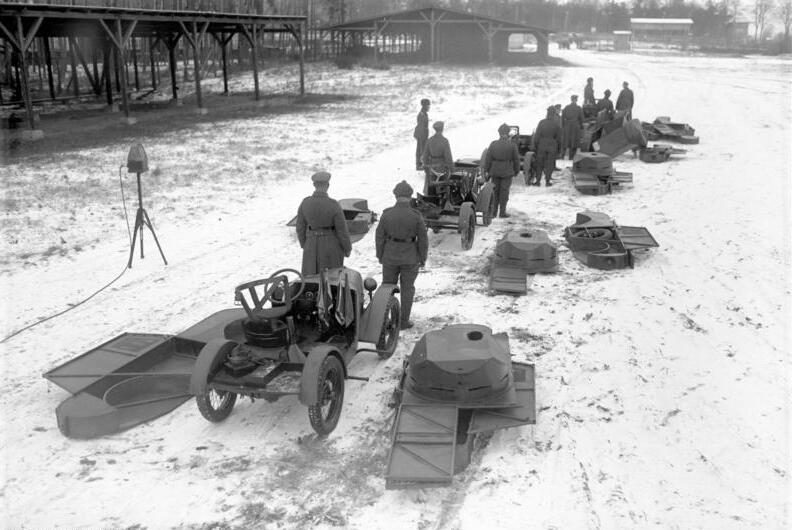
Sottufficiali della Reichswehr mentre si apprestano a montare su auto civili le sagome di carri armati.

Hans von Seeckt non fu né un tattico dei carri armati né un teorico dei mezzi corazzati, ma a partire dal 1924 promosse l'addestramento con i carri e lo sviluppo della relativa tattica d'impiego. In un ordine segreto dell'agosto 1924 l'alto comando dell'esercito ordinò a tutti i distretti militari di accertarsi sull'addestramento pratico delle truppe alla guerra corazzata. Von Seeckt si adoperò affinché i carri armati fossero presenti il più possibile nelle simulazioni di guerra e nelle manovre in modo tale che le truppe imparassero a cooperare con questa specialità e nel contempo imparassero a difendersi con le tecniche anticarro.
Von Seeckt non mancò mai di sollecitare un'intensa attività addestrativa per la guerra motorizzata e corazzata: nonostante il trattato di Versailles vietasse all'esercito tedesco di possedere e utilizzare mezzi corazzati, il generale, fin dal 1923, ordinò la costruzione di simulacri dei carri Renault FT francesi e dei Mark V britannici con sagome di legno e tela montate su veicoli civili.
Il trattato di Versailles impose alla Germania anche lo smantellamento dell'aviazione e il divieto assoluto di mantenerla operativa. Alla conferenza di pace del 1919 von Seeckt si batté fortemente per assicurare alla Germania un'aviazione di almeno 1.800 aeroplani e 10.000 uomini; ai suoi occhi tale divieto imposto dagli Alleati appariva come il più inaccettabile, considerando l'importanza che il generale riponeva nella forza aerea. Von Seeckt considerava lo sviluppo dell'aviazione militare come un punto saldo per la nuova Reichswehr e sosteneva che l'aviazione dovesse essere considerata come una forza autonoma sullo stesso piano dell'esercito e della marina.
Nonostante il trattato imposto dagli Alleati, Seeckt riuscì ad allestire in segreto una piccola forza aerea dotata di un programma di addestramento specifico per piloti ed equipaggi. Con il sostegno di fondi segreti del governo, Seeckt nel 1920 si occupò di inserire all'interno del Truppenamt un Ufficio organizzazione aerea la cui direzione fu affidata a Helmut Wilberg che rendeva conto del suo operato direttamente al generale von Seeckt.

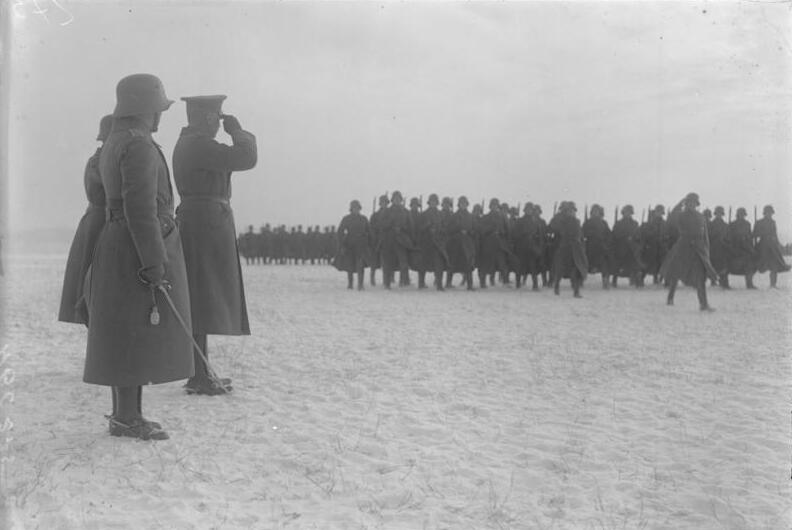
Von Seeckt assiste ad una parata della Reichswehr a Weimar, 1924.

Hans von Seeckt si adoperò personalmente affinché la Reichswehr sviluppasse la consapevolezza dell'importanza dell'aviazione; assegnò quindi tre ufficiali d'aviazione a ciascuno dei comandi dei distretti militari, e ordinò che i tenenti d'aviazione venissero distribuiti in tutti i reggimenti dell'esercito. Nonostante von Seeckt non fosse né un tattico né uno stratega aereo, diede un considerevole impulso allo sviluppo dell'arma aerea e molta importanza ai suoi ufficiali d'aviazione; ma il passo più importante che fece il generale fu di trasformare l'intera industria aeronautica civile in un organismo militare di riserva, con il compito di sviluppare, collaudare e produrre velivoli e soluzioni tecnologiche utili e facilmente assimilabili all'aeronautica militare.
A metà degli anni venti von Seeckt constatò che la Reichswehr si era trasformata in ciò che lui aveva voluto: una potente struttura "quadro" sulla quale poter creare in futuro un grande e moderno esercito basato sulle ampie riforme introdotte. Dall'esame della dottrina delle forze aeree e terrestri era scaturita una regolamentazione tattica più moderna; i nuovi programmi di addestramento ideati per le reclute e gli ufficiali divennero molto accurati rispetto al passato, e garantivano all'esercito la piena utilizzazione delle nuove tattiche. L'esercito aveva assunto un orientamento più tecnico, e nel contempo aveva avviato un programma per la messa a punto e lo sviluppo di armi apposite per consentirgli la messa in pratica delle nuove tattiche. I successori di von Seeckt avrebbero poi seguito il suo esempio, proseguendo il processo di modernizzazione secondo le linee segnate negli anni venti.
Hans von Seeckt fu sollevato dall'incarico di comandante dell'esercito nell'ottobre 1926, con l'accusa di aver innescato una controversia politica: aveva invitato un principe Hohenzollern a presidiare le manovre autunnali. Per garantire che i suoi orientamenti non venissero stravolti, von Seeckt fece in modo che gli succedesse il generale Wilhelm Heye, capo del Truppenamt e sostenitore delle sue politiche; se ciò non fosse accaduto, la pianificazione bellica, i concetti organizzativi e la dottrina tattica avrebbero assunto una piega completamente diversa. Anche il successore di Heye, generale Kurt von Hammerstein-Equord, comandante dell'esercito dal 1930 al 1934, curò lo sviluppo della sua forza armata attenendosi a quelli che erano stati gli obiettivi a lunga scadenza di von Seeckt; i piani di mobilitazione e le dottrine tattiche, nonostante gli aggiornamenti naturali, rimasero pressoché inalterati fino all'epoca del Terzo Reich.

### Precursore delBlitzkrieg

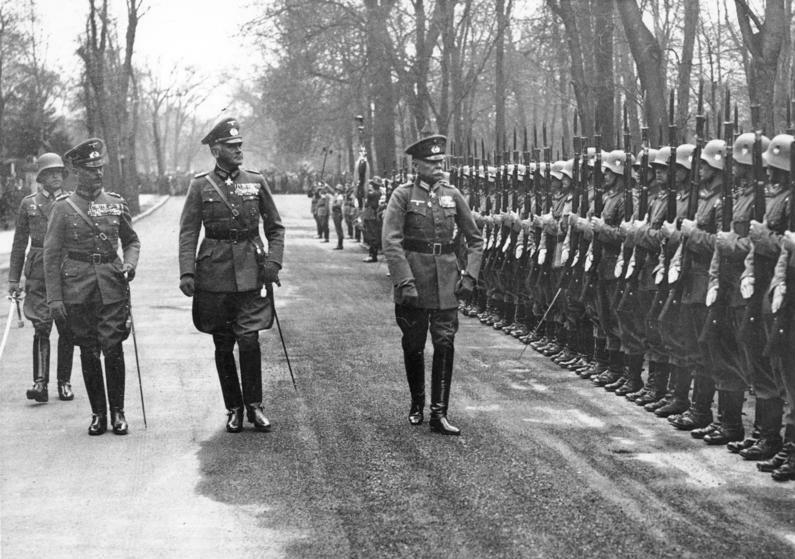
Hans von Seeckt in occasione del suo 70º compleanno passa in rassegna il 67º reggimento di fanteria accompagnato dal ministro della guerra von Blomberg.

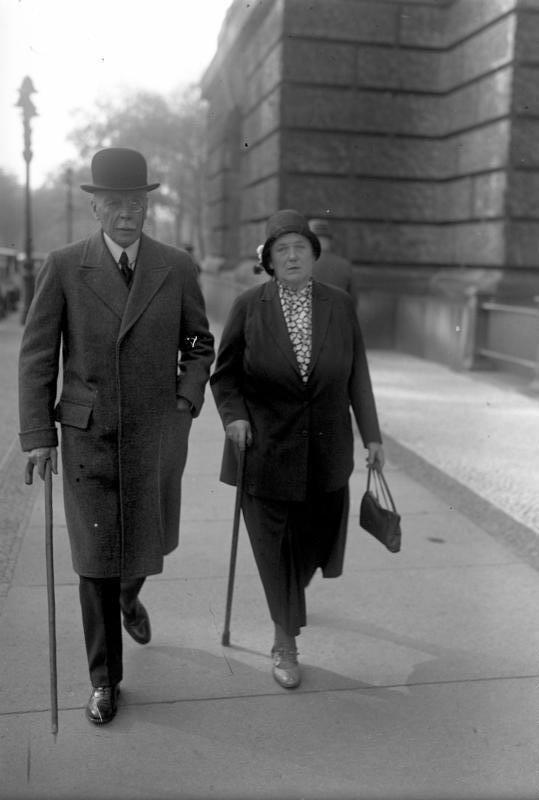
Hans von Seeckt e consorte fuori dal Palazzo del Reichstag.

Gran parte delle tattiche impiegate nel corso della guerra lampo (Blitzkrieg) del 1939-'40 costituiscono un'emanazione diretta di quelle elaborate da von Seeckt ai comitati dello Stato Maggiore dopo la prima guerra mondiale ed esposte nel Regolamento 487 dell'esercito, "Azione di Comando e Combattimento Interarma" pubblicato nel 1921 e nel 1923. La Wehrmacht che marciò in Polonia nel 1939 e sulla Francia nel 1940 assomiglia molto da vicino allo strumento bellico cui la Reichwehr mirava fin dai primi anni venti.
L'organizzazione delle divisioni di fanteria del 1939 era già stata contemplata - in modo pressoché analogo - nel secondo volume di "Azione di Comando e Combattimento" apparso nel 1923.
La logica su cui poggia il Regolamento 487 e le tattiche in esso illustrate, avrebbero continuato ad esercitare un profondo influsso sull'esercito tedesco per tutti gli anni trenta e nel corso della seconda guerra mondiale. Solo i rapidi cambiamenti tecnologici degli anni trenta resero in parte superati i contenuti del Regolamento, cosicché nel 1931-'32 venne istituito un comitato – presieduto dal generale Ludwig Beck – incaricato di studiare un nuovo manuale tattico. L'opera, ultimata nel 1933, assunse la denominazione di Regolamento dell'esercito 300 — "Il Comando Truppe", che avrebbe rappresentato l'espressione tattica ufficiale della Wehrmacht fino al 1945. Questo manuale non fu altro che una parafrasi della pubblicazione del 1921 recante la firma di von Seeckt.
I fondamenti tattici su cui poggiava "Il Comando Truppe" furono perciò analoghi a quelli di "Azione di Comando e Combattimento", l'unica differenza è che il primo — come ovvio — poneva maggior accento sulla guerra motorizzata.
Il concetto di Führerheer elaborato da von Seeckt dimostrò poi la sua valenza; dall'ascesa al potere di Hitler nel 1933 all'invasione della Polonia nel 1939, la forza terrestre dell'esercito passò dai 100 000 uomini ad un totale complessivo di 3 737 104 uomini, e la Luftwaffe aumentò da poche centinaia di ufficiali a 550 000 effettivi.
Fino al 1937 il programma addestrativo del corpo ufficiali elaborato da von Seeckt rimase inalterato, cambiando solo in quell'anno, diventando di durata biennale invece che quadriennale.
Durante la campagna di Francia del 1940, il generale Fridolin von Senger und Etterlin si espresse con il seguente commento:
Gran parte delle tattiche della guerra lampo nacquero negli anni venti; l'esercito tedesco fu addestrato alla rapida avanzata senza badare alla situazione sui fianchi, le tattiche della Luftwaffe nel 1939 furono perfettamente rispondenti alla concezioni di guerra aerea di von Seeckt, concentrando i propri attacchi prima per distruggere l'aviazione nemica e poi per supportare la fanteria.
A partire dagli anni venti, l'esercito tedesco fu l'unico esercito europeo che riuscì a comprendere le lezioni del primo conflitto mondiale tra le principali potenze; in quei primi anni la Reichswehr diretta da von Seeckt divenne la spina dorsale tattica e addestrativa che permise alla Wehrmacht di riportare le brillanti vittorie del 1939 e del 1940.

## Gli ultimi anni
Dal 1930 al 1932 von Seeckt sedette nel Reichstag come membro del Deutsche Volkspartei, dopo non essere riuscito a candidarsi per il Deutsche Zentrumspartei. In vista delle elezioni presidenziali del 1932 scrisse alla sorella esortandola a votare per Adolf Hitler. Nell'ottobre del 1933 von Seeckt andò in Cina per dirigere la missione militare tedesca, durante la quale dovette affrontare l'ennesimo problema: il risentimento dei cinesi di fronte all'arrogante politica razziale tedesca aveva fatto calare di molto le aspettative nella missione militare. Gli alti ranghi militari cinesi stavano per far ricadere la scelta su una missione militare francese, ma al momento del suo arrivo, von Seeckt iniziò subito un'opera di riappacificazione, ordinando agli ufficiali tedeschi di assumere un comportamento più consono e rispettoso nei confronti del paese ospitante, salvando così la missione militare. Hans von Seeckt lavorò poi dal 1934 al 1935 come consulente del generalissimo Chiang Kai-shek. Tornato in Germania morì a Berlino il 27 dicembre 1936 e fu sepolto nell'Invalidenfriedhof sempre nella capitale tedesca.

## Opere
- Gedanken eines Soldaten, Verlag für Kulturpolitik, Berlin 1929.
- Die Zukunft des Reiches. Urteile und Forderungen, Verlag für Kulturpolitik, Berlin 1929.
- Landesverteidigung, Verlag für Kulturpolitik, Berlin 1930.
- Moltke. Ein Vorbild, Verlag für Kulturpolitik, Berlin 1931.
- Wege deutscher Außenpolitik, Quelle & Meyer, Leipzig 1931.
- Deutschland zwischen West und Ost, Hanseatische Verlagsanstalt Hamburg, 1933.